# Citroën C5 X
Der Citroën C5 X ist ein Pkw der Mittelklasse des französischen Automobilherstellers Citroën.

## Geschichte
Rund vier Jahre nach der Einstellung der Produktion des C5 im französischen Rennes präsentierte Citroën mit dem C5 X am 12. April 2021 ein Nachfolgemodell für das Mittelklasse-Segment. Auch in der Volksrepublik China wird die Baureihe angeboten, dort löst sie den bis 2020 gebauten C5 (China) ab. Die Markteinführung in Europa erfolgte im Mai 2022. Die Produktion erfolgt seit Juni 2021 wie beim DS 9 ausschließlich im chinesischen Shenzhen.
Im September 2023 wurde das limitierte Sondermodell Edition Hypnos vorgestellt. Es ist nur für den stärkeren Hybrid verfügbar.
Der C5 X ist im Gegensatz zu den typischen Vertretern der Mittelklasse nicht als Limousine oder Kombi verfügbar. Stattdessen wird er als Kombilimousine mit einer großen Heckklappe produziert. Außerdem baut er höher als klassische Modelle in diesem Segment, weshalb er unter anderem mit den Allroad-Modellen von Audi verglichen wird. Gewisse gestalterische Merkmale sind vom auf dem Pariser Autosalon 2016 präsentierten Konzeptfahrzeug Citroën CXperience Concept inspiriert.
Während das SUV-Modell C5 Aircross einen Nachfolger bekommen wird, gab CEO Thierry Koskas im September 2024 bekannt, dass es einen solchen für den C5 X nicht geben werde.

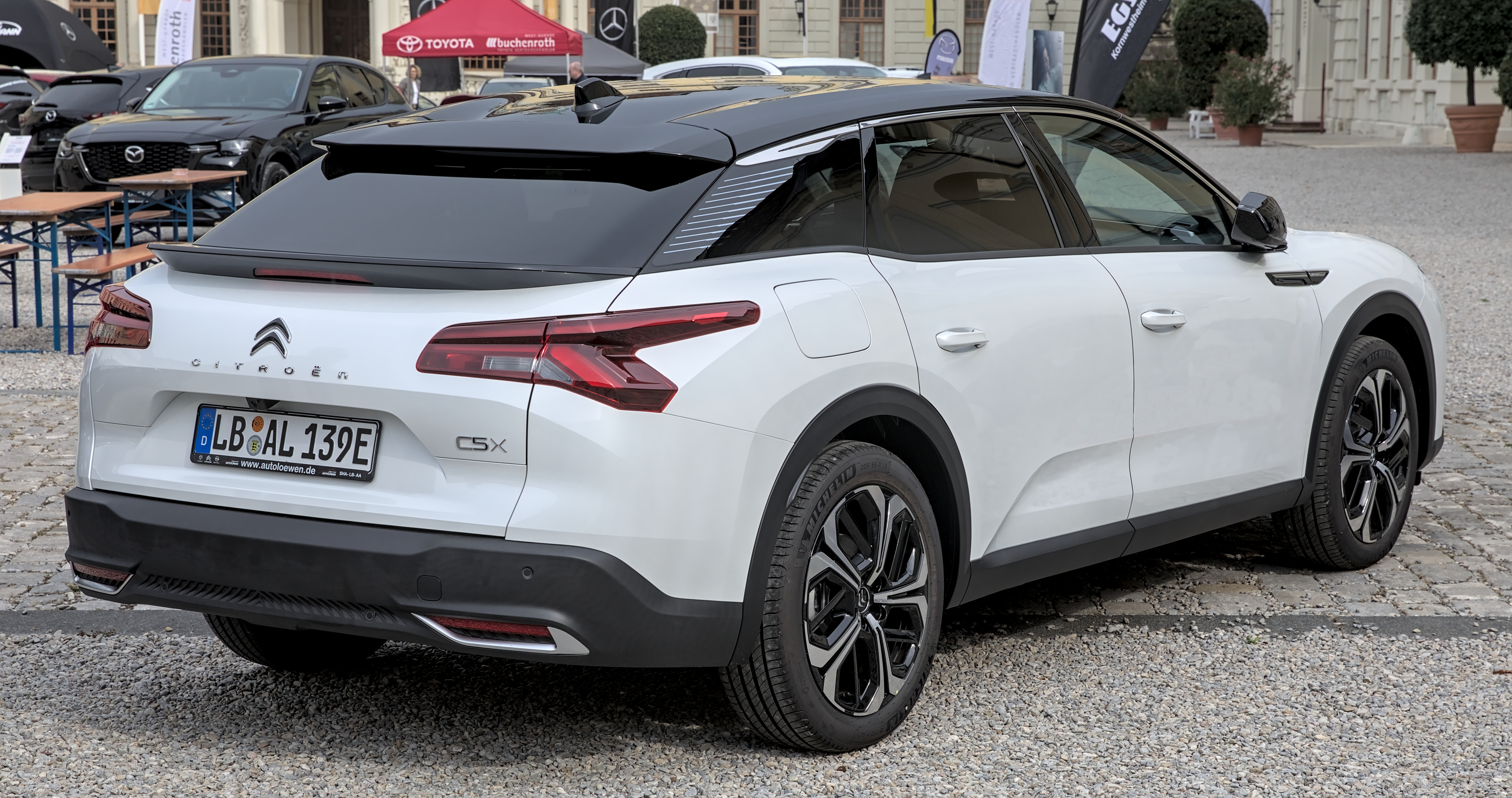
Heckansicht
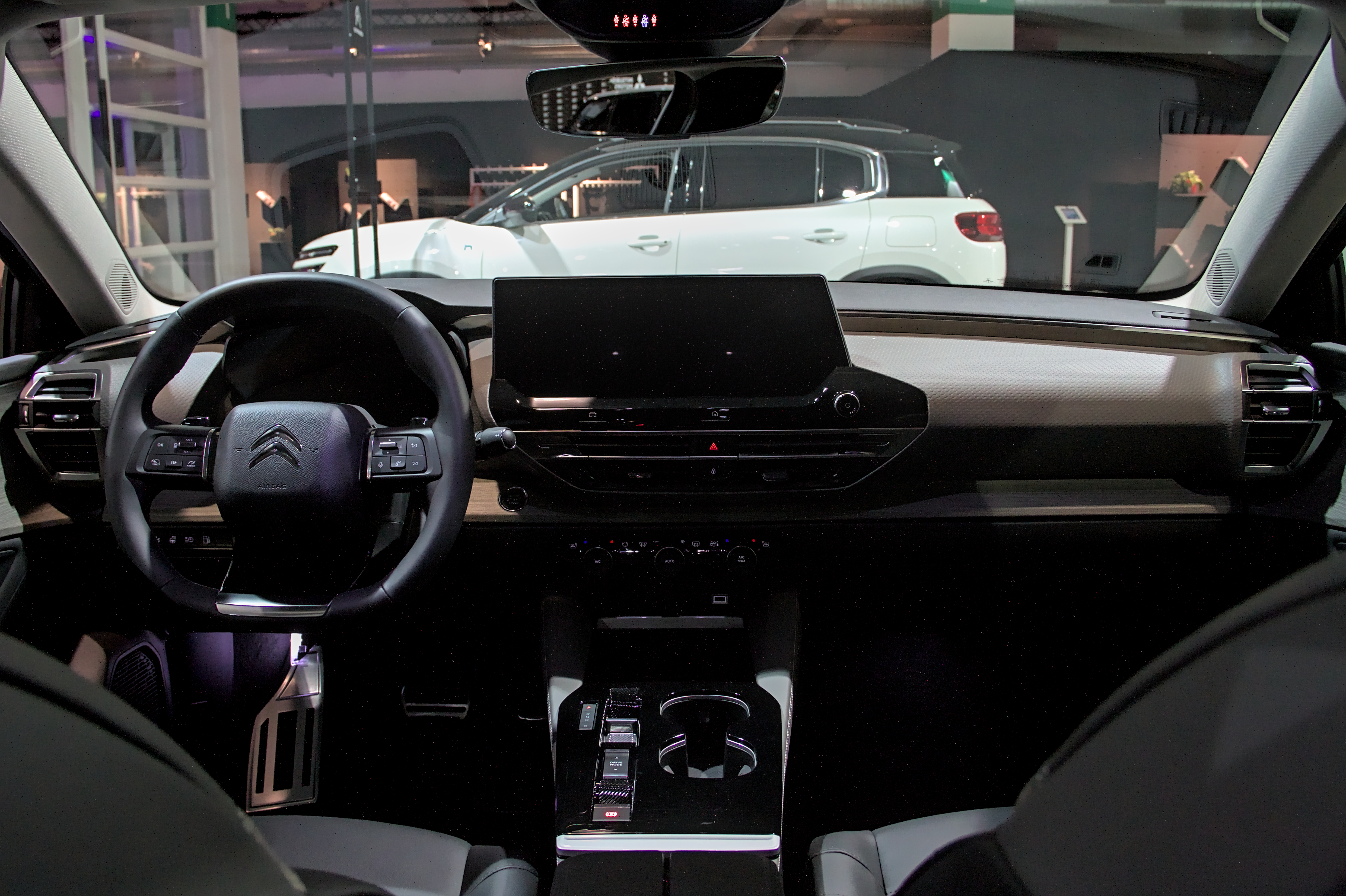
Innenansicht
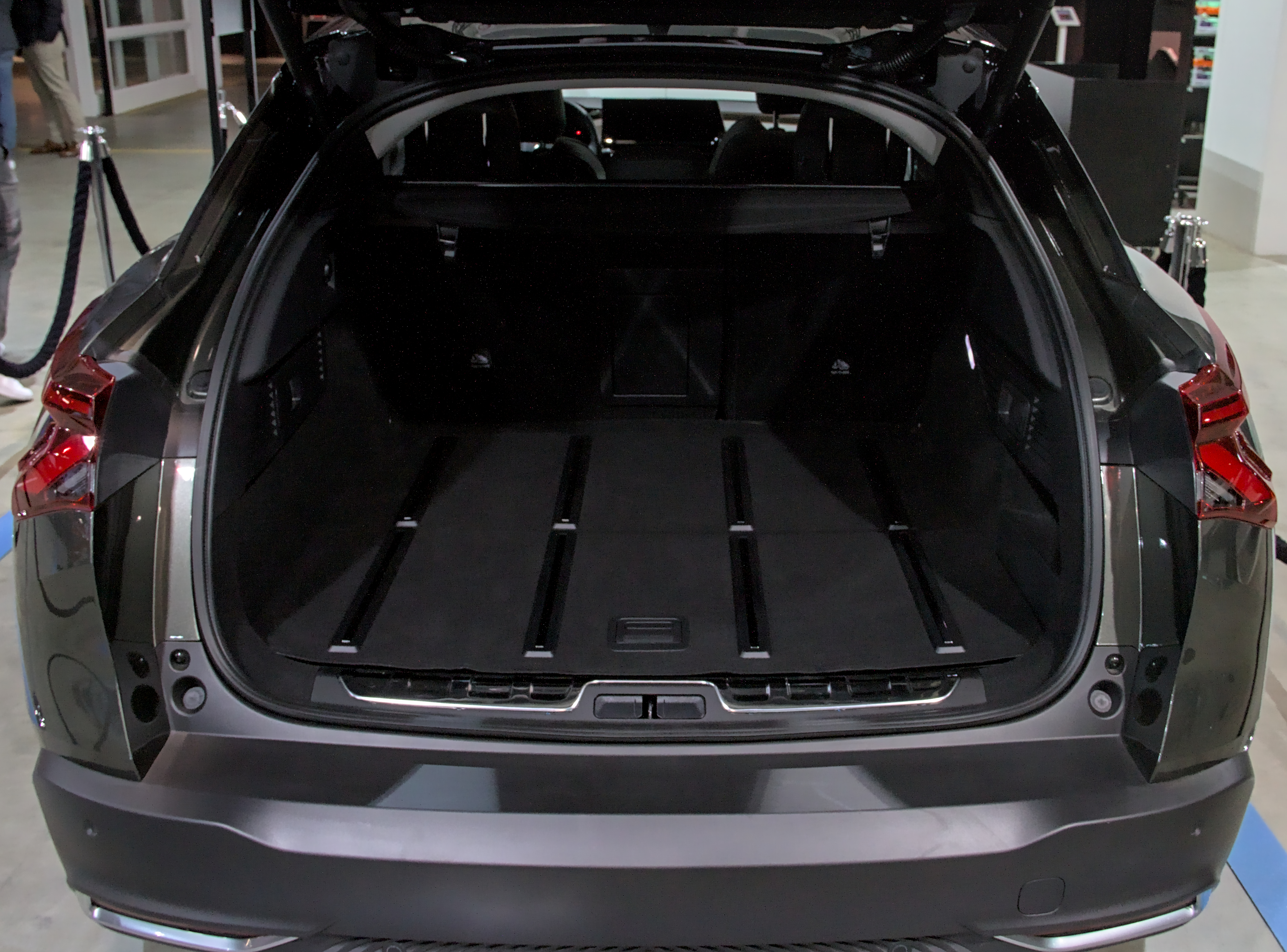
Kofferraum
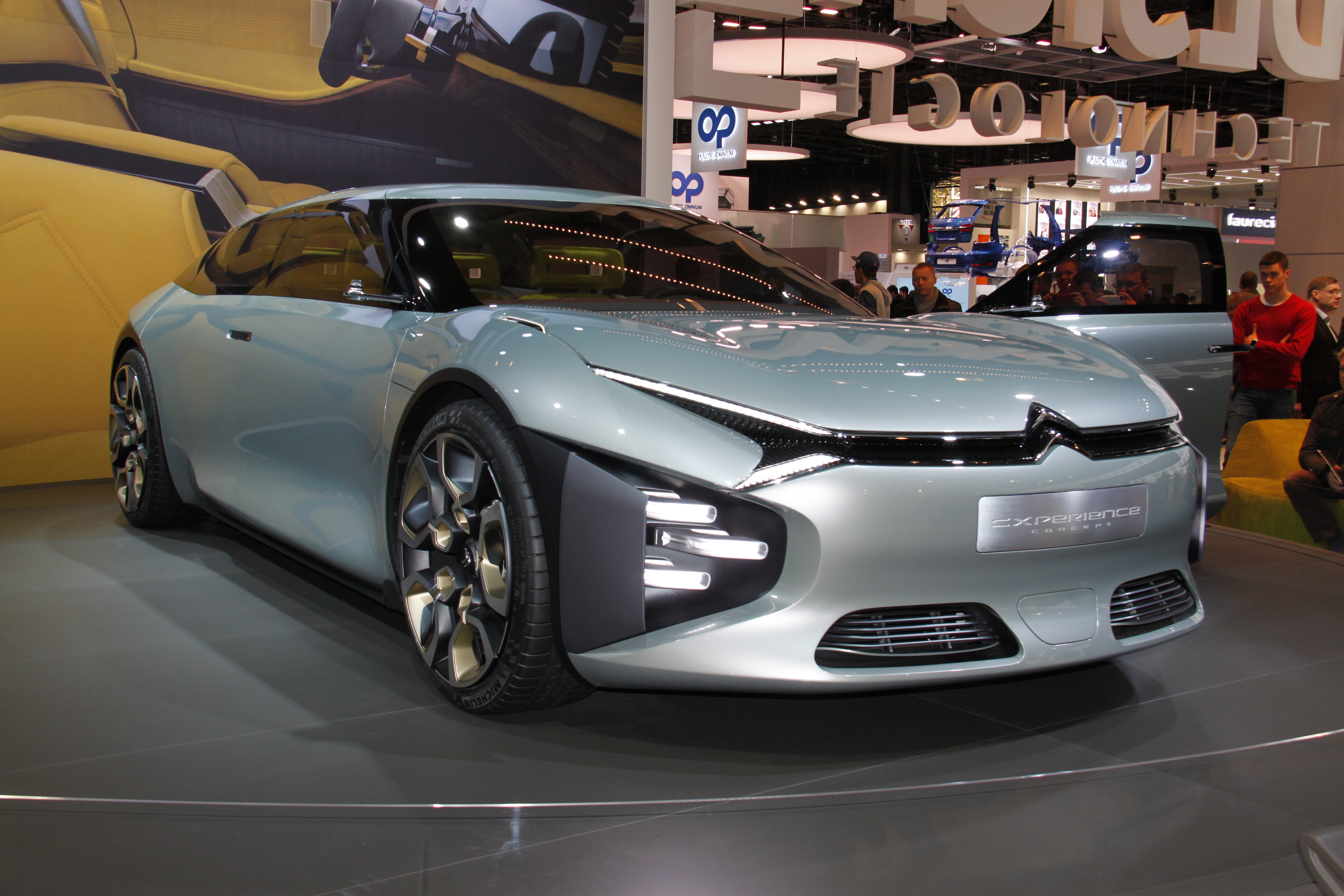
Citroën CXperience Concept auf dem Pariser Autosalon 2016

## Sicherheit
Im Herbst 2022 wurde der Citroën C5 X vom Euro NCAP auf die Fahrzeugsicherheit getestet. Er erhielt vier von fünf möglichen Sternen. Zur Abstufung führten leichte Schwächen bei den aktiven Sicherheitssystemen.

## Technik
Das Fahrzeug baut auf der EMP2-Plattform auf. Angetrieben wird es von Ottomotoren und Plug-in-Hybriden. Ob Dieselmotoren angeboten werden, ist fraglich.
| Kenngrößen                                  | PureTech 130                        | PureTech 130                | Hybrid 136 ë-DSC6                | Hybrid 145 ë-DSC6                | PureTech 180                            | Plug-in-Hybrid 180               | Plug-in-Hybrid 180               | Plug-in-Hybrid 225                      | Plug-in-Hybrid 225               |
| Bestellzeitraum                             | 05/2022–04/2024                     | 04/2024–02/2025             | 04/2024–03/2025                  | seit 04/2025                     | 05/2022–10/2022                         | 02/2023–04/2024                  | 04/2024–02/2025                  | 05/2022–04/2024                         | 04/2024–02/2025                  |
| Motorkenndaten                              |                                     |                             |                                  |                                  |                                         |                                  |                                  |                                         |                                  |
| Motortyp                                    | R3-Ottomotor                        | R3-Ottomotor                | R3-Ottomotor                     | R3-Ottomotor                     | R4-Ottomotor                            | R4-Ottomotor + Elektromotor      | R4-Ottomotor + Elektromotor      | R4-Ottomotor + Elektromotor             | R4-Ottomotor + Elektromotor      |
| Gemischaufbereitung                         | Direkteinspritzung                  | Direkteinspritzung          | Direkteinspritzung               | Direkteinspritzung               | Direkteinspritzung                      | Direkteinspritzung               | Direkteinspritzung               | Direkteinspritzung                      | Direkteinspritzung               |
| Motoraufladung                              | Turbolader                          | Turbolader                  | Turbolader                       | Turbolader                       | Turbolader                              | Turbolader                       | Turbolader                       | Turbolader                              | Turbolader                       |
| Hubraum                                     | 1199 cm³                            | 1199 cm³                    | 1199 cm³                         | 1199 cm³                         | 1598 cm³                                | 1598 cm³                         | 1598 cm³                         | 1598 cm³                                | 1598 cm³                         |
| max. Leistung                               | 96 kW (131 PS) bei 5500/min         | 96 kW (131 PS) bei 5500/min | 100 kW (136 PS) bei 5500/min     | 107 kW (145 PS) bei 5500/min     | 133 kW (181 PS) bei 5500/min            | 133 kW (181 PS) bei 6000/min (1) | 133 kW (181 PS) bei 6000/min (1) | 165 kW (224 PS) bei 6000/min (2)        | 165 kW (224 PS) bei 6000/min (2) |
| max. Drehmoment                             | 230 Nm bei 1750/min                 | 230 Nm bei 1750/min         | 230 Nm bei 1750/min              | 230 Nm bei 1750/min              | 300 Nm bei 1900/min                     | 360 Nm bei 1750/min (3)          | 360 Nm bei 1750/min (3)          | 360 Nm bei 1750/min (3)                 | 360 Nm bei 1750/min (3)          |
| Kraftübertragung                            |                                     |                             |                                  |                                  |                                         |                                  |                                  |                                         |                                  |
| Antrieb                                     | Vorderradantrieb                    | Vorderradantrieb            | Vorderradantrieb                 | Vorderradantrieb                 | Vorderradantrieb                        | Vorderradantrieb                 | Vorderradantrieb                 | Vorderradantrieb                        | Vorderradantrieb                 |
| Getriebe                                    | 8-Stufen-Automatikgetriebe          | 8-Stufen-Automatikgetriebe  | 6-Stufen-Doppelkupplungsgetriebe | 6-Stufen-Doppelkupplungsgetriebe | 8-Stufen-Automatikgetriebe              | 8-Stufen-Automatikgetriebe       | 8-Stufen-Automatikgetriebe       | 8-Stufen-Automatikgetriebe              | 8-Stufen-Automatikgetriebe       |
| Messwerte                                   |                                     |                             |                                  |                                  |                                         |                                  |                                  |                                         |                                  |
| Höchstgeschwindigkeit                       | 213 km/h                            | 213 km/h                    | 211 km/h                         | 211 km/h                         | 230 km/h                                | 225 km/h                         | 225 km/h                         | 233 km/h                                | 233 km/h                         |
| Beschleunigung, 0–100 km/h                  | 11,3 s                              | 11,3 s                      | 10,4 s                           | 10,4 s                           | 8,8 s                                   | 8,3 s                            | 8,6 s                            | 7,9 s                                   | 7,9 s                            |
| Leergewicht                                 | 1493 kg                             | 1493 kg                     | 1591 kg                          | 1591 kg                          | 1542 kg                                 | 1797 kg                          | 1797 kg                          | 1797 kg                                 | 1856 kg                          |
| Kraftstoffverbrauch auf 100 km (kombiniert) | NEFZ: 5,0 l Super WLTP: 6,0 l Super | WLTP: 6,0 l Super           | WLTP: 5,1 l Super                | WLTP: 5,1 l Super                | NEFZ: 5,5 l Super WLTP: 6,5–6,6 l Super | WLTP: 1,2 l Super                | WLTP: 1,8 l Super                | NEFZ: 1,3 l Super WLTP: 1,3–1,4 l Super | WLTP: 1,8 l Super                |
| CO2-Emission (kombiniert)                   | NEFZ: 115 g/km WLTP: 135 g/km       | WLTP: 136 g/km              | WLTP: 116–117 g/km               | WLTP: 116 g/km                   | NEFZ: 126 g/km WLTP: 147–149 g/km       | WLTP: 27 g/km                    | WLTP: 32 g/km                    | NEFZ: 30 g/km WLTP: 29–30 g/km          | WLTP: 32 g/km                    |
| Tankinhalt                                  | 52 l                                | 52 l                        | 52 l                             | 52 l                             | 52 l                                    | 40 l                             | 40 l                             | 40 l                                    | 40 l                             |
| Batteriekapazität                           | —                                   | —                           | —                                | —                                | —                                       | 12,4 kWh                         | 12,4 kWh                         | 12,4 kWh                                | 12,4 kWh                         |
| Elektrische Reichweite nach WLTP            | —                                   | —                           | —                                | —                                | —                                       | 62 km                            | 54–56 km                         | 59–60 km                                | 55 km                            |
| Abgasnorm nach EU-Klassifikation            | Euro 6d                             | Euro 6e                     | Euro 6e                          | Euro 6e                          | Euro 6d                                 | Euro 6d                          | Euro 6e                          | Euro 6d                                 | Euro 6e                          |